# مسجد ميربنج
مسجد میربنج (بالفارسية: مسجد میر پنج) مسجد تاريخي من عهد سلالة القاجاريين، يقع في مقاطعة شبستر، في خامنه.